# Bristow (Oklahoma)
Bristow és una ciutat dels Estats Units a l'estat d'Oklahoma. Segons el cens del 2000 tenia 4.325 habitants.

## Demografia
Segons el cens del 2000, Bristow tenia 4.325 habitants, 1.793 habitatges, i 1.161 famílies. La densitat de població era de 501,5 habitants per km².
Dels 1.793 habitatges en un 31,5% hi vivien nens de menys de 18 anys, en un 41,7% hi vivien parelles casades, en un 17,8% dones solteres, i en un 35,2% no eren unitats familiars. En el 32,1% dels habitatges hi vivien persones soles el 16,3% de les quals corresponia a persones de 65 anys o més que vivien soles. El nombre mitjà de persones vivint en cada habitatge era de 2,37 i el nombre mitjà de persones que vivien en cada família era de 2,98.
Per edats la població es repartia de la següent manera: un 27,9% tenia menys de 18 anys, un 9,2% entre 18 i 24, un 24,4% entre 25 i 44, un 20,1% de 45 a 60 i un 18,4% 65 anys o més.
L'edat mediana era de 36 anys. Per cada 100 dones de 18 o més anys hi havia 79,1 homes.
La renda mediana per habitatge era de 24.351 $ i la renda mediana per família de 31.618 $. Els homes tenien una renda mediana de 28.475 $ mentre que les dones 21.711 $. La renda per capita de la població era de 13.819 $. Entorn del 15,8% de les famílies i el 20,9% de la població estaven per davall del llindar de pobresa.

## Poblacions més properes
El següent diagrama mostra les poblacions més properes.